# Niederrheinischer Literaturpreis
Der Niederrheinische Literaturpreis der Stadt Krefeld wurde ab 1992 jährlich und wird seit 2012 alle zwei Jahre (in den Jahren mit gerader Zahl) von einer fünfköpfigen Jury vergeben. Der Preis geht an einen Autor, der aus der Region stammt oder dessen Werk einen Bezug zum Niederrhein aufweist. Eigenbewerbungen sind nicht möglich.
Der Preis ist seit 2009 mit 10.000 Euro dotiert, bis 2008 mit 5.000 Euro.

## Preisträger
- 1992 Andreas Mand
- 1993 Hubert Schirneck
- 1994 Herbert Genzmer
- 1995 Werner Ross
- 1996 Herbert Sleegers
- 1997 Robert Steegers
- 1998 Gisbert Haefs
- 1999 Christoph Peters
- 2000 Elke Schmitter
- 2001 Ulrich Peltzer
- 2002 Dieter Wellershoff
- 2003 Anja Lundholm, Reinhard Kaiser
- 2004 Burkhard Spinnen
- 2005 Dieter Forte
- 2006 Paul Ingendaay
- 2007 Norbert Hummelt
- 2008 Martin Heckmanns
- 2009 Markus Orths
- 2010 Reinhard Feinendegen, Hans Vogt
- 2011 Sascha Reh
- 2012 Hans Neuenfels
- 2014 Hans Pleschinski
- 2016 Hermann-Josef Schüren
- 2018 Liesel Willems
- 2020 Ulla Lenze
- 2022 Christoph Peters (erneut)
- 2024 Levin Westermann